# 1900년 하계 올림픽 펜싱 남자 개인 플뢰레
1900년 하계 올림픽 펜싱 남자 개인 플뢰레는 프랑스 파리에서 개최된 1900년 하계 올림픽 펜싱의 세부 종목이다. 5월 21일에 9개국에서 54명의 선수가 참가하였다.

## 경기 결과

### 예선
예선 경기는 5월 14일과 15일에 진행되었다. 각 선수는 한 경기씩 진행하는데, 경기 결과는 준준결선 진출 여부와 무관하고, 경기에서 얼마나 많은 기술을 보였는지에 따라 진출 여부가 판가름 되었다. 각 경기에서 승자와 패자는 알려지지 않았다. 37명의 선수가 준준결선에 진출하였다.
| 1900년 5월 14일 | 1900년 5월 14일                 | 1900년 5월 14일           |
| 경기            | 선수 1                          | 선수 2                    |
| --------------- | ------------------------------- | ------------------------- |
| 1               | 마우리시오 폰세 데 레온 (ESP)   | 펠래외 드바외 (FRA)       |
| 2               | 조르주 댈롱 카바나 (FRA)        | 파울 로베르트 (SUI)       |
| 3               | 카를로스 데 칸다모 (PER)        | 알베르 카엥 (FRA)         |
| 4               | 앙리 마송 (FRA)                 | 올리비에르 콜라리니 (ITA) |
| 5               | 로바르 마르 (FRA)               | 벨로 (FRA)                |
| 6               | 마르태내 (FRA)                  | 앙리 요비에 (FRA)         |
| 7               | 토니 스메트 (BEL)               | 귀에랭 (FRA)              |
| 8               | 페랑 (FRA)                      | 프로스페르 세나 (FRA)     |
| 9               | 텔레페르 (FRA)                  | 그로사르 (FRA)            |
| 10              | 칼베 (FRA)                      | 에밀 피크 (SWE)           |
| 11              | 아드리앵 귀용 (FRA)             | 팔라르디 (ITA)            |
| 12              | 야크텔 (FRA)                    | 주세페 주라토 (ITA)       |
| 13              | 클로드 드 부아시에르 (FRA)      | 가르디에 (FRA)            |
| 14              | 레옹 티에보 (FRA)               | F. 웨일 (USA)             |
| 15              | 페드레이니 (ITA)                | 피오 (FRA)                |
| 16              | 하인리히 리슈토프 (AUT)         | 펠라봉 (FRA)              |
| 17              | 장 베일 (SUI)                   | 파스라 (FRA)              |
| 18              | 앙드레 코르뱅통 (HAI)           | 푸시에 (FRA)              |
|                 |                                 |                           |
| 1900년 5월 15일 |                                 |                           |
| 경기            | 선수 1                          | 선수 2                    |
| 19              | 피에르 조르주 루이 드위그 (FRA) | 에밀 코스트 (FRA)         |
| 20              | 루돌프 브로슈 (AUT)             | 마르셀 자크 불렝게 (FRA)  |
| 21              | H. 발라셰 (FRA)                 | 드 셍 에낭 (FRA)          |
| 22              | 플로메 (FRA)                    | 판 데르 스토펜 (AUT)      |
| 23              | 프래수 (FRA)                    | 수두아 (FRA)              |
| 24              | 뒤크로 (FRA)                    | 고티에 (FRA)              |
| 25              | 앙드레 드 쇼넹 (FRA)            | 폴 레로이 (FRA)           |
| 26              | 장 요세프 레노 (FRA)            | 외젠 드 루이 베르게 (FRA) |
| 27              | 바텔리에 (FRA)                  | 조르주 베르게 (FRA)       |

### 준준결선
준준결선 경기는 5월 16일에 진행되었다. 상위 10명의 선수는 준결선에 진출하고, 준결선 진출 선수를 제외한 상위 14명의 선수는 패자부활전에 진출한다.
| 1900년 5월 16일 | 1900년 5월 16일                 | 1900년 5월 16일               |
| 경기            | 선수 1                          | 선수 2                        |
| --------------- | ------------------------------- | ----------------------------- |
| 1               | 장 요세프 레노 (FRA)            | 펠래외 드바외 (FRA)           |
| 2               | 클로드 드 부아시에르 (FRA)      | 아드리앵 귀용 (FRA)           |
| 3               | 앙리 마송 (FRA)                 | 카를로스 데 칸다모 (PER)      |
| 4               | 토니 스메트 (BEL)               | 드 셍 에낭 (FRA)              |
| 5               | 귀에랭 (FRA)                    | 외젠 드 루이 베르게 (FRA)     |
| 6               | 앙드레 드 쇼넹 (FRA)            | 플로메 (FRA)                  |
| 7               | 피에르 조르주 루이 드위그 (FRA) | 프로스페르 세나 (FRA)         |
| 8               | 에밀 코스트 (FRA)               | 파울 로베르트 (SUI)           |
| 9               | 마르셀 자크 불렝게 (FRA)        | 알베르 카엥 (FRA)             |
| 10              | 뒤크로 (FRA)                    | 야크텔 (FRA)                  |
| 11              | 조르주 댈롱 카바나 (FRA)        | 프래수 (FRA)                  |
| 12              | 루돌프 브로슈 (AUT)             | H. 발라셰 (FRA)               |
| 13              | 벨로 (FRA)                      | 칼베 (FRA)                    |
| 14              | 페랑 (FRA)                      | 로베르 마르 (FRA)             |
| 15              | 텔레페르 (FRA)                  | 마르태내 (FRA)                |
| 16              | 앙리 요비에 (FRA)               | 올리비에르 콜라리니 (ITA)     |
| 17              | 레옹 티에보 (FRA)               | 마우리시오 폰세 데 레온 (ESP) |
| —               | 수두아 (FRA)                    | DNS                           |
| —               | 판 데르 스토펜 (AUT)            | DNS                           |
| —               | 바텔리에 (FRA)                  | DNS                           |

#### 패자부활전
패자부활전의 경기 결과는 알려져 있지 않다. 6명의 선수는 준결선에 진출한다.
| 선수                            |
| ------------------------------- |
| 벨로 (FRA)                      |
| 외젠 드 루이 베르게 (FRA)       |
| 루돌프 브로슈 (AUT)             |
| 조르주 댈롱 카바나 (FRA)        |
| 피에르 조르주 루이 드위그 (FRA) |
| 프로스페르 세나 (FRA)           |
| 드 셍 에낭 (FRA)                |
| 카를로스 데 칸다모 (PER)        |
| 페랑 (FRA)                      |
| 앙리 요비에 (FRA)               |
| 플로메 (FRA)                    |
| 앙드레 드 쇼넹 (FRA)            |
| 텔레페르 (FRA)                  |
| 레옹 티에보 (FRA)               |

### 준결선
준결선 경기는 리그 형식으로 진행되어 각 조 상위 4명의 선수는 결선에 진출하고 나머지 선수는 순위결정전에 진출한다.

#### 준결선 A조
| 순위 | 선수                       | 승 | 패 |
| ---- | -------------------------- | -- | -- |
| 1    | 에밀 코스트 (FRA)          | 7  | 0  |
| 2    | 앙리 마송 (FRA)            | 5  | 2  |
| 3    | 프로스페르 세나 (FRA)      | 5  | 2  |
| 4    | 루돌프 브로슈 (AUT)        | 3  | 4  |
| 5    | 귀에랭 (FRA)               | 3  | 4  |
| 6    | 클로드 드 부아시에르 (FRA) | 2  | 5  |
| 7    | 벨로 (FRA)                 | 2  | 5  |
| 8    | 토니 스메트 (BEL)          | 1  | 6  |

#### 준결선 B조
| 순위 | 선수                            | 승   | 패   |
| ---- | ------------------------------- | ---- | ---- |
| 1    | 마르셀 자크 불렝게 (FRA)        | 불명 | 불명 |
| 2    | 펠래외 드바외 (FRA)             | 불명 | 불명 |
| 3    | 피에르 조르주 루이 드위그 (FRA) | 불명 | 불명 |
| 4    | 조르주 댈롱 카바나 (FRA)        | 불명 | 불명 |
| 5    | 장 요세프 레노 (FRA)            | 불명 | 불명 |
| 6    | 아드리앵 귀용 (FRA)             | 불명 | 불명 |
| 7    | 뒤크로 (FRA)                    | 불명 | 불명 |
| 8    | 외젠 드 루이 베르게 (FRA)       | 불명 | 불명 |

### 순위결정전
9위부터 16위까지의 순위를 결정하는 경기이다.
| 순위   | 선수                       |
| ------ | -------------------------- |
| 1 (9)  | 클로드 드 부아시에르 (FRA) |
| 2 (10) | 외젠 드 루이 베르게 (FRA)  |
| 3 (11) | 드 셍 에낭 (FRA)           |
| 4 (12) | 벨로 (FRA)                 |
| 5 (13) | 뒤크로 (FRA)               |
| 6 (14) | 토니 스메트 (BEL)          |
| 7 (15) | 아드리앵 귀용 (FRA)        |
| 8 (16) | 귀에랭 (FRA)               |

### 결선
결선 경기는 5월 21일에 진행되었다.
| 순위 | 선수                            | 승 | 패 |
| ---- | ------------------------------- | -- | -- |
| 1    | 에밀 코스트 (FRA)               | 6  | 1  |
| 2    | 앙리 마송 (FRA)                 | 5  | 2  |
| 3    | 마르셀 자크 불렝게 (FRA)        | 4  | 3  |
| 4    | 펠래외 드바외 (FRA)             | 4  | 3  |
| 5    | 피에르 조르주 루이 드위그 (FRA) | 3  | 4  |
| 6    | 프로스페르 세나 (FRA)           | 3  | 4  |
| 7    | 조르주 댈롱 카바나 (FRA)        | 2  | 5  |
| 8    | 루돌프 브로슈 (AUT)             | 1  | 6  |

## 메달리스트
| 종목             | 금                   | 은                 | 동                          |
| ---------------- | -------------------- | ------------------ | --------------------------- |
| 남자 개인 플뢰레 | 에밀 코스트 · 프랑스 | 앙리 마송 · 프랑스 | 마르셀 자크 불렝게 · 프랑스 |

## 참고 자료
- 국제 올림픽 위원회 - 1900년 하계 올림픽 펜싱 경기 결과 (영어)
- De Wael, Herman. 《Herman's Full Olympians: "Fencing 1900"》. 2016년 3월 3일에 원본 문서에서 보존된 문서. 2006년 1월 10일에 확인함.
- Mallon, Bill (1998). 《The 1900 Olympic Games, Results for All Competitors in All Events, with Commentary》. Jefferson, North Carolina: McFarland & Company, Inc., Publishers. ISBN 0-7864-0378-0.